# Pictorialism

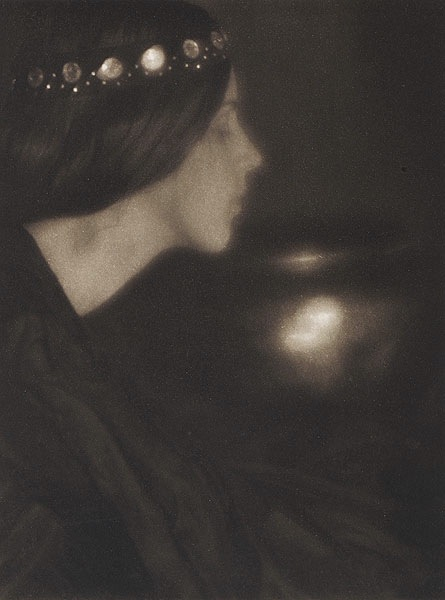
„The Black Bowl”, de George Seeley, în jurul anului 1907. Publicat în Camera Work, nr. 20 (1907)

Pictorialismul este un stil internațional și o mișcare estetică care a dominat fotografia la sfârșitul secolului al XIX-lea și începutul secolului al XX-lea. Nu există o definiție standard pentru acest termen, dar, în general, acest concept se referă la modul în care fotograful și-a pus cumva amprenta asupra unei fotografii simple, cu scopul de „a crea” mai degrabă o imagine, decât o înregistrare. În mod normal, o fotografie picturală pare să nu aibă o focalizare accentuată (unele mai mult decât altele), este imprimată în una sau mai multe culori, altele decât alb-negru (variind de la maro cald până la albastru profund, prin procedee de tip sepia) iar pe suprafața acesteia pot fi vizibile zgârieturi de perie sau alte urme. Pentru pictorialist, o fotografie, precum un tablou, un desen sau o gravură, a fost o modalitate de a proiecta o intenție emoțională pe tărâmul imaginației privitorului. 
Pictorialismul ca mișcare s-a dezvoltat din anul 1885 până în 1915, deși a mai fost promovat până în anii 1940. Această mișcare a apărut pentru a susține că o fotografie nu a fost altceva decât o simplă înregistrare a realității, iar mai apoi s-a transformat într-o mișcare internațională, având principal scop promovarea statutului întregii fotografii drept o adevărată formă de artă. Timp de mai bine de trei decenii, pictorii, fotografii și criticii de artă au dezbătut filozofiile artistice opuse, ajungând în final să achiziționeze fotografii de la mai multe muzee de artă cunoscute. 
Pictorialismul a decăzut treptat după anul 1920 chiar dacă și-a mai făcut simțită prezența până la sfârșitul celui de-al Doilea Război Mondial. În acest interval de timp, un nou stil al modernismului fotografic a intrat în vogă, iar interesul publicului s-a axat asupra imaginilor mai accentuate. Câțiva fotografi importanți ai secolului al XX-lea și-au început cariera într-un stil pictorialist, dar au cunoscut și fotografia focalizată excesiv a anilor 1930.  

## Prezentare generală

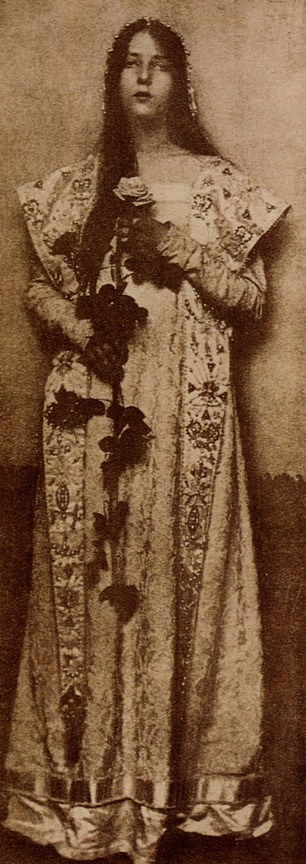
„Trandafirul”, de Eva Watson-Schütze, 1905

Fotografia, văzută ca un proces tehnic ce implică crearea de filme și printuri într-o cameră obscură, își are originea la începutul secolului al XIX-lea, alături de precursorii printurilor fotografice tradiționale ce au ajuns în prim plan în jurul anilor 1838 - 1840. La scurt timp după înființarea noului mediu, fotografii, pictorii și multi alții au început să dezbată relația dintre aspectele științifice și artistice ale mediului. Încă din anul 1853, pictorul englez William John Newton a susținut că aparatul foto poate produce rezultate artistice numai dacă fotograful ar păstra o imagine slab focalizată.  Alții credeau cu tărie că o fotografie era echivalentă cu înregistrarea vizuală a unui experiment de chimie. Istoricul fotografiei, Naomi Rosenblum, menționează că „caracterul dublu al mediului - capacitatea sa de a produce atât artă cât și document - a fost demonstrat curând după descoperirea sa   . . . Cu toate acestea, o mare parte a secolului al XIX-lea a fost dedicată dezbaterii acestui subiect, pentru a vedea care dintre aceste direcții era adevărata funcție a mediului. " 
Aceste dezbateri au atins apogeul la sfârșitul secolului al XIX-lea și începutul secolului al XX-lea, punctul de plecare fiind crearea unei mișcări care este de obicei caracterizată ca un stil particular de fotografie, pictorialismul. Acest stil este definit în primul rând printr-o expresie personală clară care subliniază capacitatea fotografiei de a crea mai degrabă frumusețe vizuală, decât de a înregistra fapte.  Cu toate acestea, recent, istoricii și-au dat seama că pictorialismul este mult mai mult decât un stil vizual. Curentul a evoluat în legătură directă cu schimbările de atitudine socială și culturală  ale vremii și, ca atare, nu ar trebui să fie caracterizată pur și simplu ca o tendință vizuală. Un scriitor a remarcat că pictorialismul a fost „simultan o mișcare, o filozofie, o estetică și un stil.” 
Contrar a ceea ce reprezintă unele istorii ale fotografiei, pictorialismul nu a apărut ca urmare a unei evoluții liniare a sensibilităților artistice; ci mai degrabă, a fost format printr-un „baraj de strategii complicat, divergent și adesea într-un conflict pasional.”  În timp ce fotografii nu s-au pus de acord dacă fotografia poate fi considerată artă, apariția fotografiei a afectat în mod  direct rolurile și mijloacele de viață ale multor artiști tradiționali. Înainte de dezvoltarea fotografiei, un portret în miniatură era cel mai utilizat mijloc de a înregistra asemănarea unei persoane. Mii de pictori s-au dedicat acestei forme de artă. Dar fotografia a negat imediat nevoia și interesul pentru portrete în miniatură. Un exemplu al acestui efect a fost resimțit la expoziția anuală a Royal Academy din Londra; când în anul 1830 au fost expuse peste 300 de tablouri în miniatură, dar după anul 1870 doar 33 erau expuse.  Fotografia a preluat un singur tip de artă, dar întrebarea dacă fotografia în sine ar putea fi artistică nu fusese încă rezolvată. 
În scurt timp, unii pictori au utilizat fotografia ca instrument pentru a îi ajuta să înregistreze pozele unui model, un peisaj sau orice alte elemente care să fie incluse în arta lor. Se știe că mulți dintre marii pictori din secolul al XIX-lea, inclusiv Delacroix, Courbet, Manet, Degas, Cézanne și Gauguin, și-au făcut fotografii, au utilizat fotografiile făcute de alții și au introdus acele fotografii în opera lor.  În timp ce dezbaterile aprinse despre legătura dintre fotografie și artă au continuat să existe în tipar și în sălile de cursuri, diferența dintre o imagine fotografică și o pictură a devenit din ce în ce mai dificilă de stabilit. Pe măsură ce fotografia continua să se dezvolte, interacțiunile dintre pictură și fotografie au devenit tot mai reciproce.  Mai mult decât câțiva fotografi pictoriști, printre care Alvin Langdon Coburn, Edward Steichen, Gertrude Käsebier, Oscar Gustave Rejlander și Sarah Choate Sears, au fost inițial instruiți ca pictori s-au dedicat și picturii pe lângă abilitățile lor fotografice. 
Culturile și societățile din întreaga lume au fost afectate în aceeași perioada de o dezvoltare rapidă a călătoriilor și comerțului intercontinental. Cărțile și revistele publicate pe un continent puteau fi exportate și vândute pe un altul din ce în ce mai ușor, iar dezvoltarea serviciilor de poștă a ușurat schimburile individuale de idei, de tehnici și, cel mai important pentru fotografie, de printuri reale. Aceste evoluții s-au datorat faptului că pictorialismul este „o mișcare internațională în fotografie decât aproape orice alt gen fotografic.”  Cluburile de fotografi din SUA, Anglia, Franța, Germania, Austria, Japonia sau din alte țări au împrumutat frecvent între ei lucrările pentru expozițiile, și-au împărtășit unii altora informații tehnice și au publicat în reviste eseuri și comentarii critice. Condusă de The Linked Ring în Anglia, Photo-Seession în SUA și Photo-Club de Paris în Franța, mai întâi sute și apoi mii de fotografi și-au urmărit cu pasiune interesele comune în această mișcare multidimensională. În decursul a puțin mai mult de un deceniu, mulți fotografii remarcabili au fost descoperiți în Europa de Vest și de Est, America de Nord, Asia și Australia  

## Impactul camerelor Kodak
În primii patruzeci de ani de la inventarea acestui proces practic de captare și reproducere a imaginilor, fotografia a rămas domeniul de studiu al unui grup de indivizi foarte dedicați, care aveau cunoștințe și abilități specializate în domeniul științei, mecanicii și al artei. Pentru a realiza o fotografie, o persoană trebuia să învețe foarte multe despre chimie, optică, lumină, mecanica aparatelor de fotografiat și modul în care acești factori se combină pentru a face o scenă corectă. Nimeni nu a învățat cu ușurință și nici nu s-a implicat cu superficialitate, astfel, fotografia s-a limitat la un grup relativ mic de medici academicieni, oameni de știință și fotografi profesioniști. 

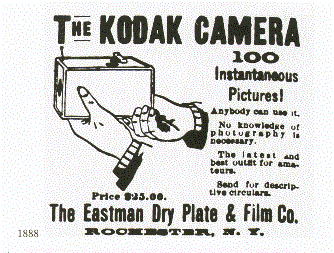
Anunț pentru o cameră foto Kodak, 1888 - „Nu este necesară cunoașterea fotografiei.”

Timp de câțiva ani, toate acestea s-au schimbat. În 1888, George Eastman a introdus primul aparat de fotografiat portabil pentru începători, camera Kodak . Această cameră a fost introdusă pe piață cu sloganul „Apăsați butonul, noi facem restul”.  Camera a fost preîncărcată cu o rolă de film care a realizat aproximativ 100 de imagini rotunde de 2,5 ", putând fi ușor de transportat și de manevrat în timpul utilizării. După ce toate fotografiile de pe film erau utilizate, întreaga cameră trebuia returnată companiei Kodak din Rochester, New York, unde filmul se descărca, pozele se imprimau, iar filmul fotografic din interior era înlocuit. Apoi, camera și fotografiile erau returnate clientului, care era gata să facă mai multe poze. 
Impactul acestei schimbări a fost enorm. Dintr-o dată, aproape oricine putea face o fotografie, iar în câțiva ani, fotografia a devenit unul dintre cele mai mari capricii din lume. Colecționarul de fotografie Michael Wilson a observat că „Mii de fotografi comerciali și de o sută de ori mai mulți amatori produceau anual milioane de fotografii ... Diminuarea calității muncii profesionale și multitudinea împușcăturilor (termen împrumutat din domeniul vânătorii, ce înseamnă a lovi rapid, fără a-și lua timp să țintească) a dus la o lume invadată de fotografii tehnice, dar care să nu exprimă nimic din punct de vedere estetic.” 
Odată cu această schimbare a avut loc și dezvoltarea afacerilor comerciale naționale și internaționale pentru a răspunde noilor cereri de camere, filme și fotografii. La Expoziția Mondială Columbiană din Chicago din 1893, la care au participat peste 27 de milioane de oameni, fotografia realizată de amatori a fost vândută la o scară inedită.  Au existat numeroase expoziții care prezentau fotografii din întreaga lume, multe camere de luat vederi și echipamente pentru camere obscure, producători care își arătau și vindeau ultimele mărfuri, zeci de portrete de studio  și chiar documentația expunerii în sine. Dintr-o dată, fotografia și fotografiile au devenit produse de uz casnic. 
Mulți fotografi serioși au fost înspăimântați. Meseria lor și, pentru unii, arta lor, a fost decisă de niște indivizi nepricepuți în tainele fotografiei, răzvrătiți și, în cea mai mare parte, netalentați. Dezbaterea despre artă și fotografie s-a intensificat susținându-se  că, dacă cineva ar putea face o fotografie, atunci fotografia nu ar putea fi numită artă. Unii dintre cei mai pasionați apărători ai fotografiei ca artă au susținut că fotografia nu trebuie și nu poate fi privită ca un  mediu „fie / sau” - unele fotografii sunt într-adevăr simple înregistrări ale realității, dar adăugând elementele potrivite pot deveni într-adevăr opere de artă. William Howe Downs, critic de artă pentru Boston Evening Transcript, a sintetizat această poziție în 1900, afirmând că „Arta nu este o problemă de metode și procese, pe cât de mult este o aventură a temperamentului, a gustului și a sentimentului.   . . . În mâinile artistului, fotografia devine o operă de artă   . . . Într-un singur cuvânt, fotografia este ceea ce o face fotograful - o artă sau un comerț.” 
Toate aceste elemente - dezbaterile cu privire la fotografie și la artă, impactul camerelor Kodak și schimbarea valorilor sociale și culturale ale timpurilor - s-au aliniat pentru a pregăti scena unei evoluții în care arta și fotografia, împreună sau separat, vor apărea la începutul secolului. Cursul care a dezvoltat pictorialismul a fost pregătit de îndată ce s-au stabilit procesele fotografice, mai exact în ultima decadă a secolului al XIX-lea când s-a reunit o mișcare pictorialistă internațională. 

## Definirea pictorialismului

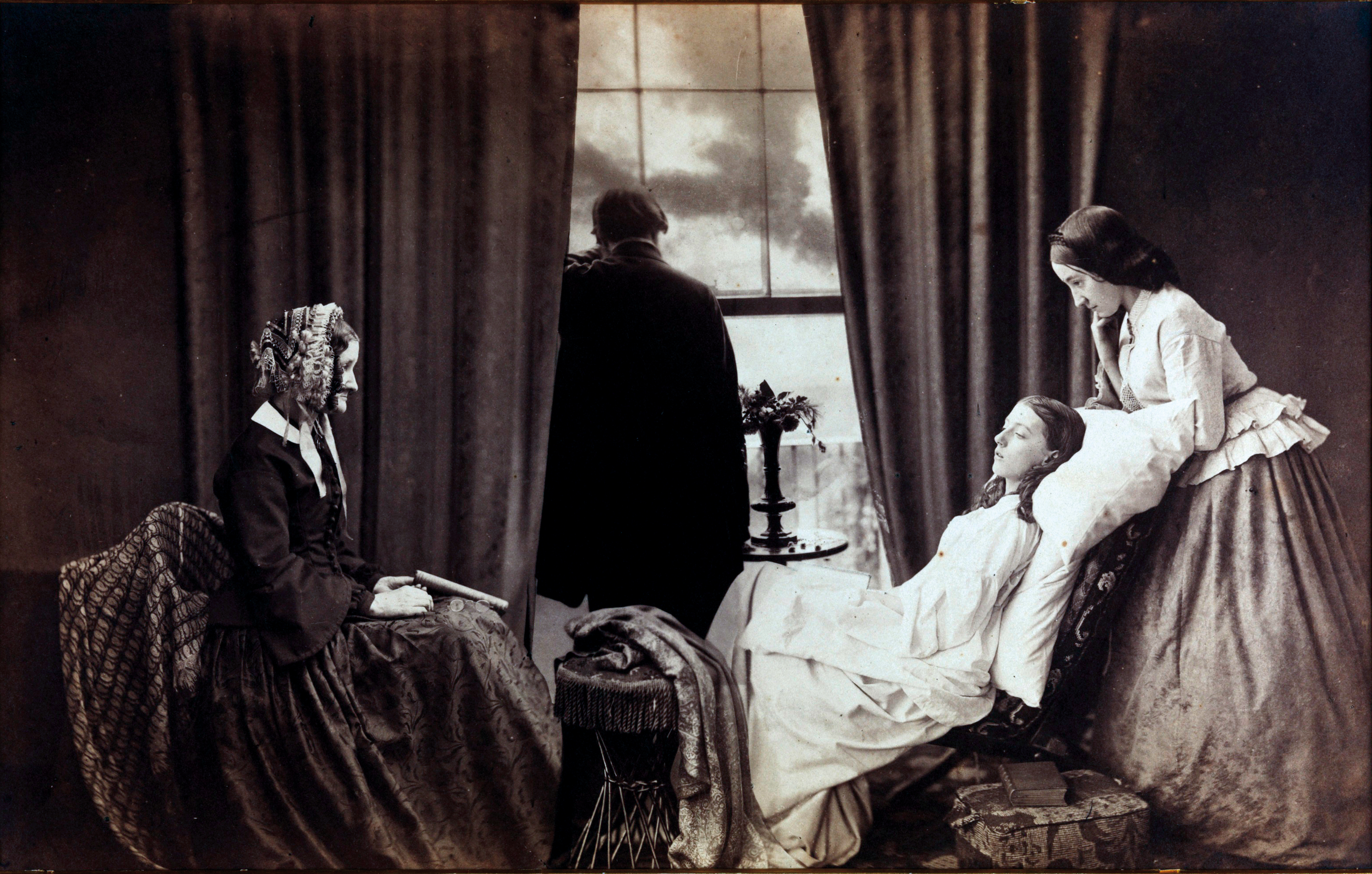
„Fading Away”, de Henry Peach Robinson, 1858

În 1869, fotograful englez Henry Peach Robinson a publicat o carte intitulată Pictorial Effect in Photography: Being Hints on Composition and Chiaroscuro for Photographers.  În această carte s-a utilizat pentru prima dată termenul „pictorial” care face referire la fotografie în contextul unui anumit element stilistic, și anume clarobscur - un termen italian folosit de pictorii și istoricii de artă pentru a se referi la utilizarea excesivă a luminozității și a umbririi pentru a exprima o atmosferă expresivă. Robinson a promovat în cartea sa ceea ce el a numit „imprimare combinată,” metodă pe care acesta a conceput-o cu aproximativ 20 de ani în urmă, prin combinarea elementelor individuale din imagini separate într-o singură imagine prin manipularea mai multor negative sau printuri. Astfel, Robinson a considerat că a creat „arta” prin fotografie din moment ce prin intervenția sa directă a apărut imaginea finală. De-a lungul vieții sale, Robinson a continuat să se dezvolte în acest domeniu. 
Alți fotografi și critici de artă, printre care Oscar Rejlander, Marcus Aurelius Root, John Ruskin, și-au exprimat punctul de vedere cu privire la aceste idei. Una dintre forțele primare din spatele ascensiunii pictorialismului era convingerea că fotografia clară era pur reprezentativă - că arăta realitatea fără filtrul interpretării artistice. Era, pentru toate intențiile și scopurile, o simplă înregistrare a faptelor vizuale, lipsită de intenție sau merit artistic.  Robinson și mulți alții au considerat cu tărie că „de obicei, limitele acceptate ale fotografiei trebuiau depășite pentru a se atinge egalitatea statutului.” 
Mai târziu, Robert Demachy a descris acest concept într-un articol intitulat „Ce diferență există între o fotografie bună și o fotografie artistică?” . El a susținut că„Trebuie să ne dăm seama că, făcând fotografii picturale, ne-am obligat, poate, fără să vrem, să respectăm strict regulile vechi de sute de ani decât cele mai vechi formule ale ambarcațiunii noastre chimice. Am alunecat în Templul Artei de ușa din spate și ne-am găsit printre mulțimea adepților. " 
Una dintre provocările existente în promovarea fotografiei ca artă a fost faptul că au existat multe opinii diferite despre felul în care ar trebui să arate arta. După cel de-al treilea Salon Philadelphia din 1900, care a prezentat zeci de fotografi pictorialiști, un critic s-a întrebat „dacă ideea de artă în orice domeniu a fost vreodată auzită sau gândită în adevăratul sens al cuvântului de marea majoritate a expozanților.” 
În timp ce unii fotografi s-au văzut adevărați artiști prin imitarea picturii, a existat cel puțin o școală de pictură care i-a inspirat direct pe fotografi. În anii 1880, când dezbaterile despre artă și fotografie devenise o obișnuință, a apărut pentru prima dată un stil de pictură cunoscut sub numele de Tonalism. În numai câțiva ani a devenit o influență artistică semnificativă asupra dezvoltării pictorialismului.  Pictori precum James McNeill Whistler, George Inness, Ralph Albert Blakelock și Arnold Böcklin au văzut interpretarea experienței naturii, în contrast cu simpla înregistrare a unei imagini a naturii, drept cea mai înaltă îndatorire a artistului. Pentru acești artiști a fost esențial ca tablourile lor să transmită un impuls emoțional privitorului, accentul fiind pus pe elementele atmosferice din imagine și de utilizarea de „forme vagi și tonalități supuse   ... [pentru a transmite] un sentiment de melancolie.” 

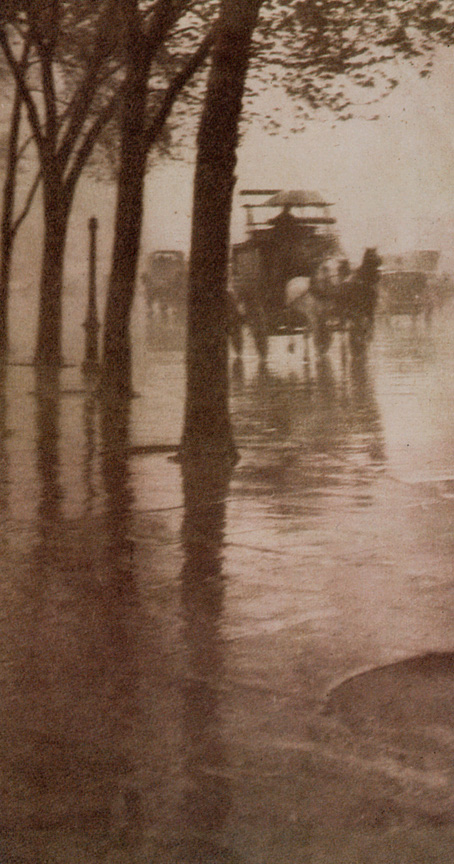
„Averse de primăvară”, de Alfred Stieglitz, 1902

Aplicând fotografiei aceeași sensibilitate, Alfred Stieglitz a descris-o astfel, „Atmosfera este mediul prin intermediul căruia vedem toate lucrurile. Prin urmare, pentru a vedea o fotografie la adevărata ei valoare, așa cum o facem în Natură, atmosfera trebuie să fie acolo. Atmosfera înmoaie toate liniile; face trecerea de la lumină la umbră; este esențial pentru reproducerea simțului distanței. Această obscuritate a conturului care este caracteristică obiectelor îndepărtate se datorează atmosferei. Acum, ce este atmosfera pentru Natura, tonul este pentru o imagine.” 
Paul L. Anderson, un promotor contemporan al pictorialismului, și-a informat cititorii că adevărata artă a fotografiei transmite „sugestie și mister”, în care „misterul constă în oferirea unei oportunități pentru exercitarea imaginației, în timp ce sugestia implică stimularea imaginației prin mijloace indirecte sau indirecte. "  Știința sau pictorialiștii, ar putea răspunde la o cererea de informații veridice, dar arta trebuie să răspundă nevoii umane de stimulare a simțurilor.  Acest lucru poate fi făcut numai prin crearea unei mărci de individualitate pentru fiecare imagine și, în mod ideal, pentru fiecare fotografie tipărită. 
Pentru pictorialiști, adevărata individualitate a fost exprimată prin intermediul unui tipar unic, considerat de mulți drept simbolul fotografiei artistice.  Prin manipularea aspectului imaginii, prin ceea ce unii numeau „procese de inspirare,”  cum ar fi imprimarea cu gumă sau bromoil, pictorialiștii au putut crea fotografii unice, care uneori erau confundate cu desene sau litografii. 
Cele mai multe dintre vocile puternice care au promovat pictorialismul încă de la început a fost o nouă generație de fotografi amatori. Spre deosebire de sensul său de astăzi, cuvântul „amator” avea o conotație diferită în contextul din acea vreme. În loc să sugereze un novice fără experiență, cuvântul caracteriza pe cineva care s-a remarcat printr-o perfecțiune artistică și o libertate față de influența academică rigidă.  Un amator era considerat cineva care putea încălca regulile, deoarece el sau ea nu erau legați de regulile rigide pe atunci stabilite de organizații fotografice, cum ar fi Royal Photographic Society. Un articol din revista britanică Amateur Photographer afirma că „fotografia este o artă - poate singura artă în care amatorul egalează, excelează frecvent, și este un profesionist în competență.” Această atitudine a predominat în multe țări din întreaga lume. În 1893, la expoziția fotografică internațională din Hamburg, Germania, au fost acceptate numai lucrările amatorilor. Alfred Lichtwark, pe atunci directorul Kunsthalle Hamburg, susținea că „singurul portret bun în orice mediu a fost realizat de fotografii amatori, care aveau libertate economică și timp să experimenteze.”  
În 1948, S.D. Jouhar a definit o fotografie picturală drept „o înregistrare simbolică și estetică a unei scene, la care se adăuga comentariul și interpretarea personală a artistului, capabil să transmită un răspuns emoțional în mintea unui spectator receptiv. Ar trebui să arate originalitatea, imaginația, unitatea scopului, o calitate a răspunsului și de asemenea să aibă o calitate infinită.” 
De-a lungul anilor, alte nume au fost date pictorialismului, inclusiv „fotografie de artă” și Camerawork (ambele de Alfred Stieglitz), „Fotografie impresionistă” (de George Davison ), „viziune nouă ( Neue Vision ) și, în final, „fotografie subiectivă” (Subjektive Fotographie) în Germania, după anii 1940.  În Spania, fotografii pictorialiști au fost uneori numiți „intervenționiști” (intervencionistas), deși stilul în sine nu era cunoscut drept „intervenționism.” 

## Galerie

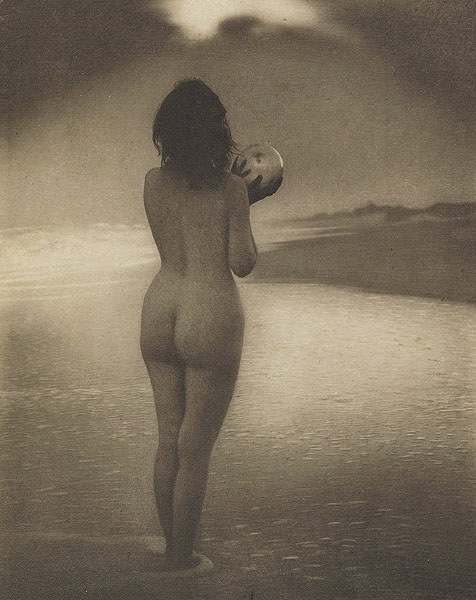
Alice Boughton, Dawn, (Zori), 1909
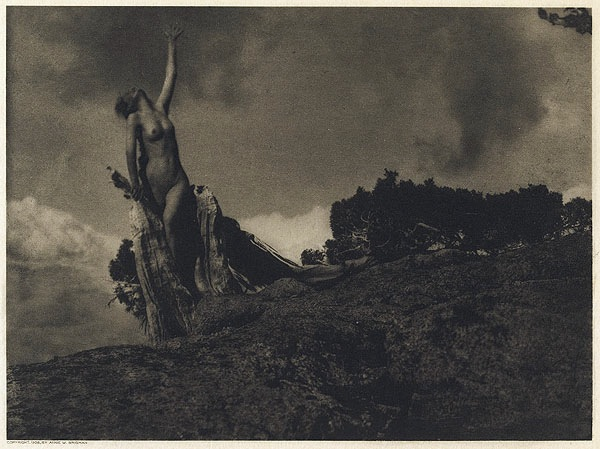
Annie Brigman, Sufletul pinului sâcâit, 1908
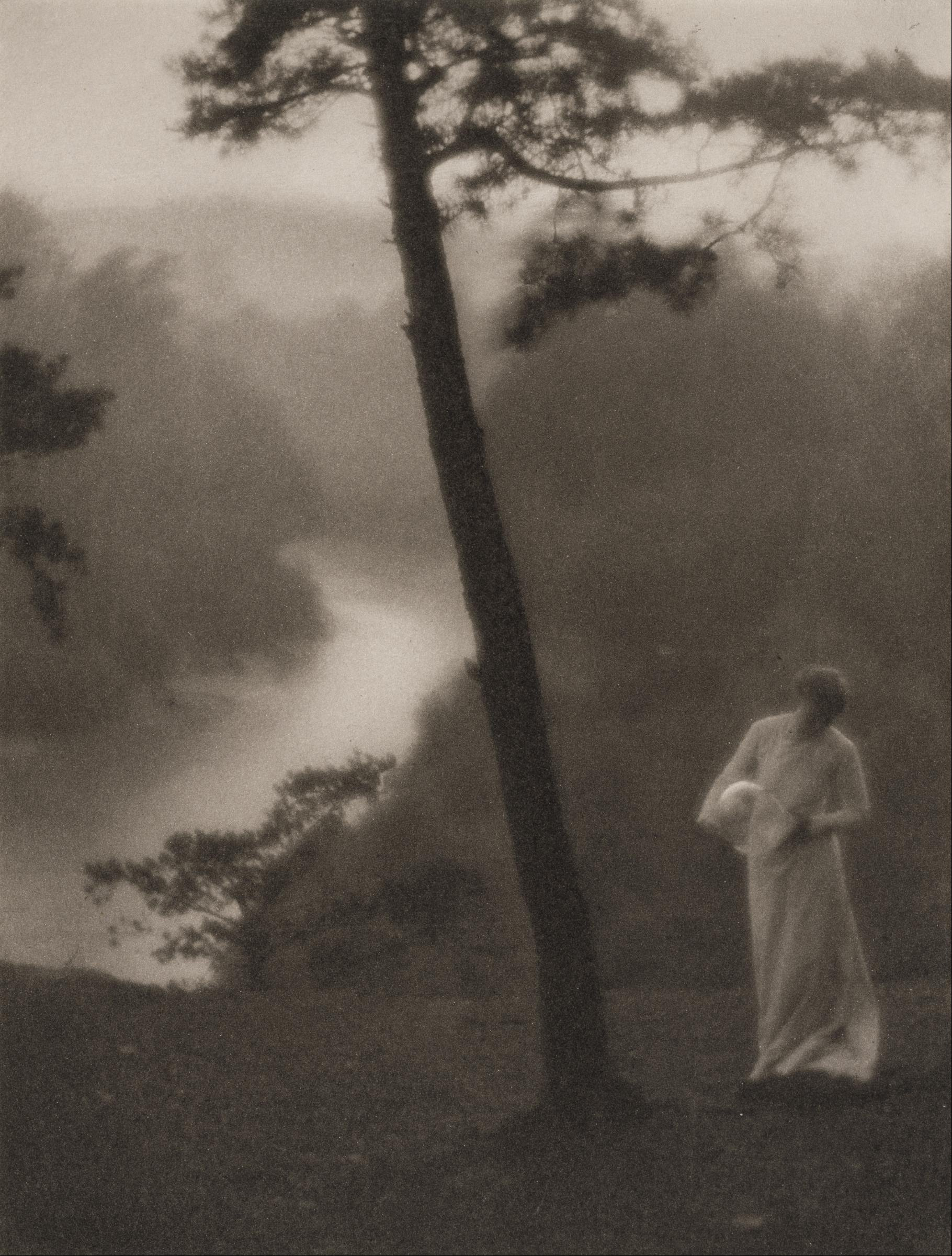
Clarence H. White, Dimineața, 1908
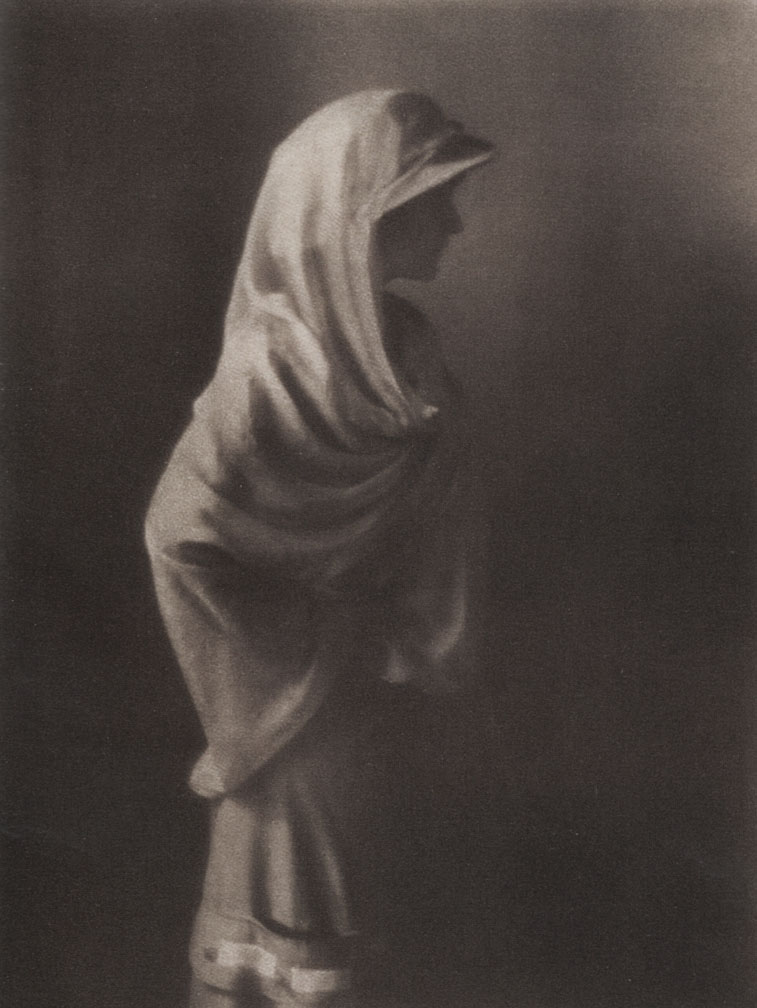
Paul Haviland, Doris Keane, 1912
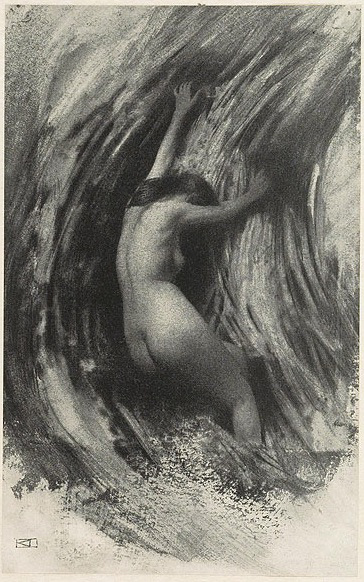
Robert Demachy, Lupta, 1904
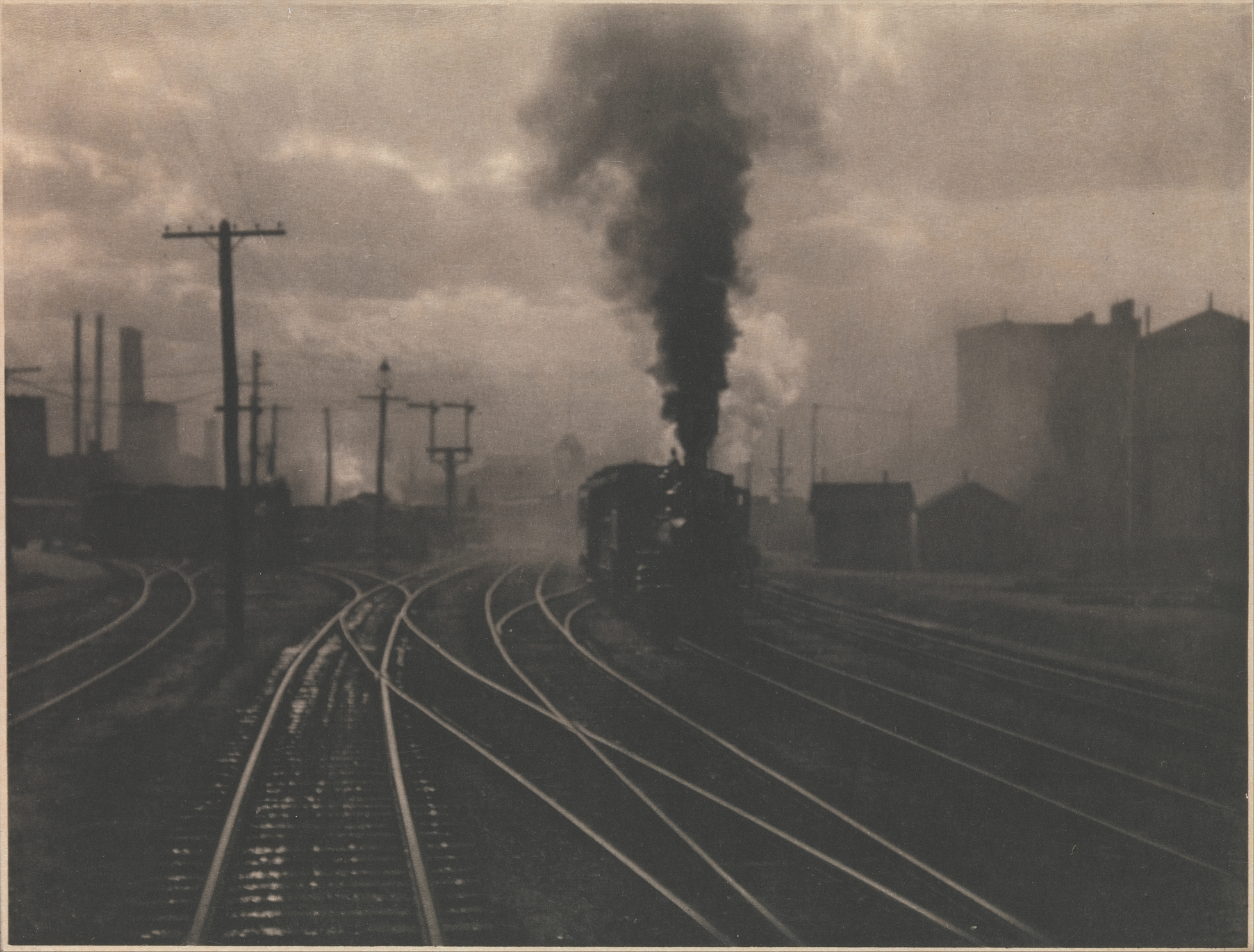
Alfred Stieglitz, Mâna omului, 1902
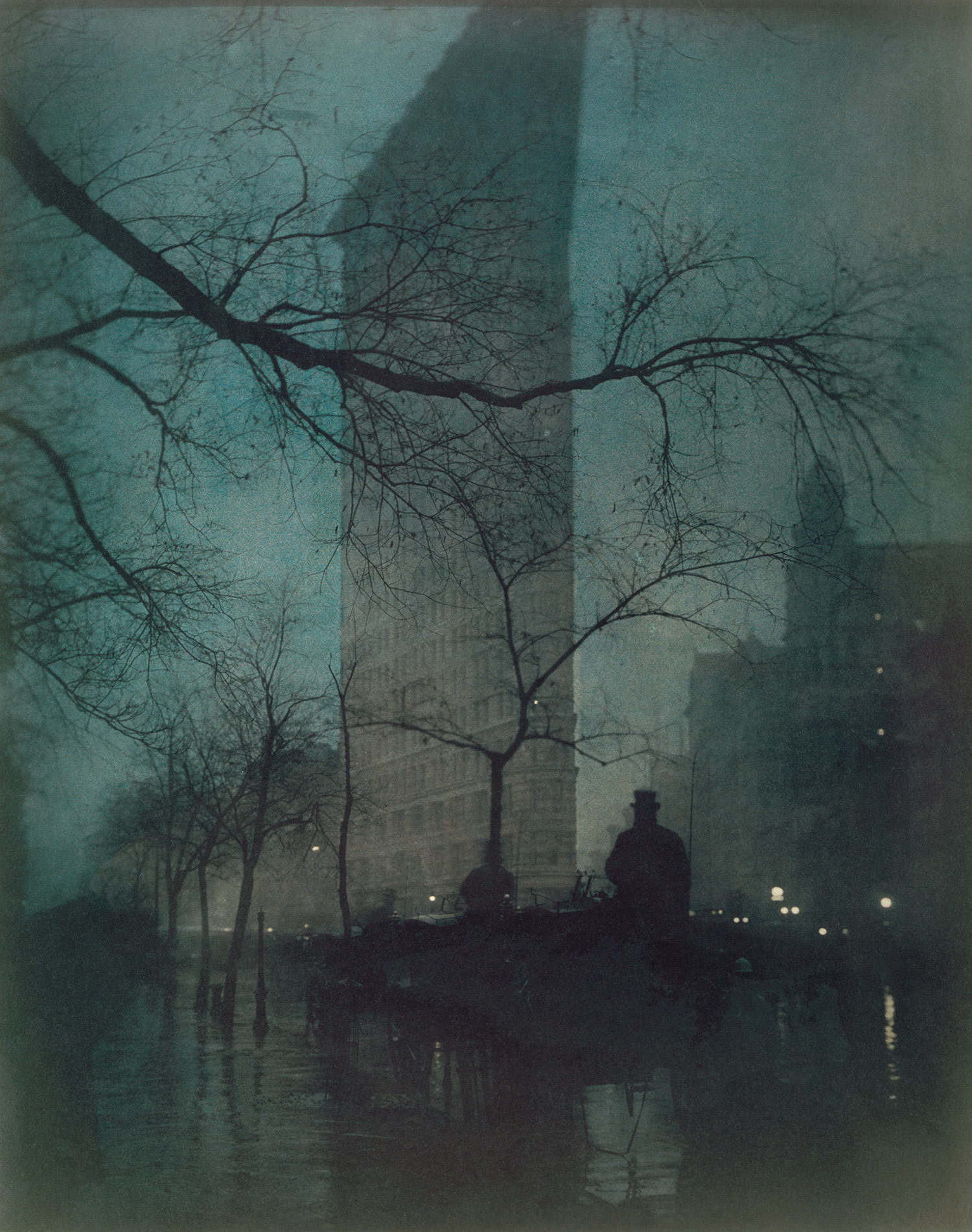
Edward Steichen, Clădirea Flatiron, 1904
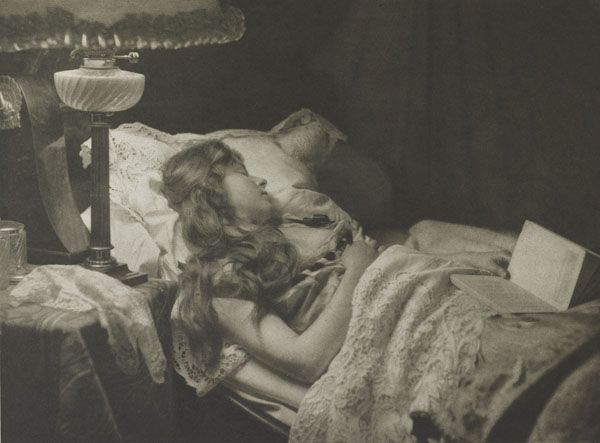
Constant Puyo, Sommeil, 1897
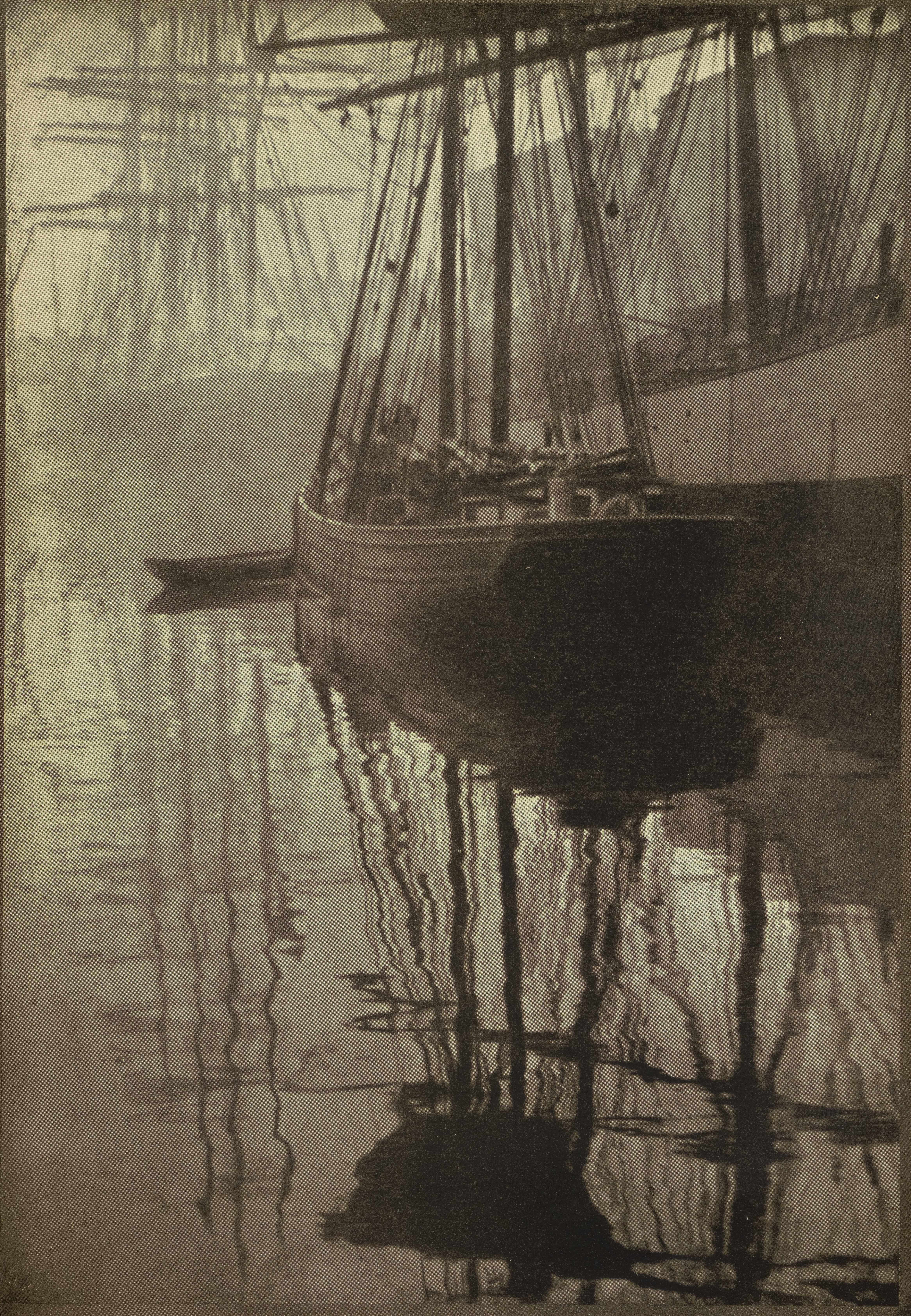
Alvin Langdon Coburn, Spiderwebs, 1908
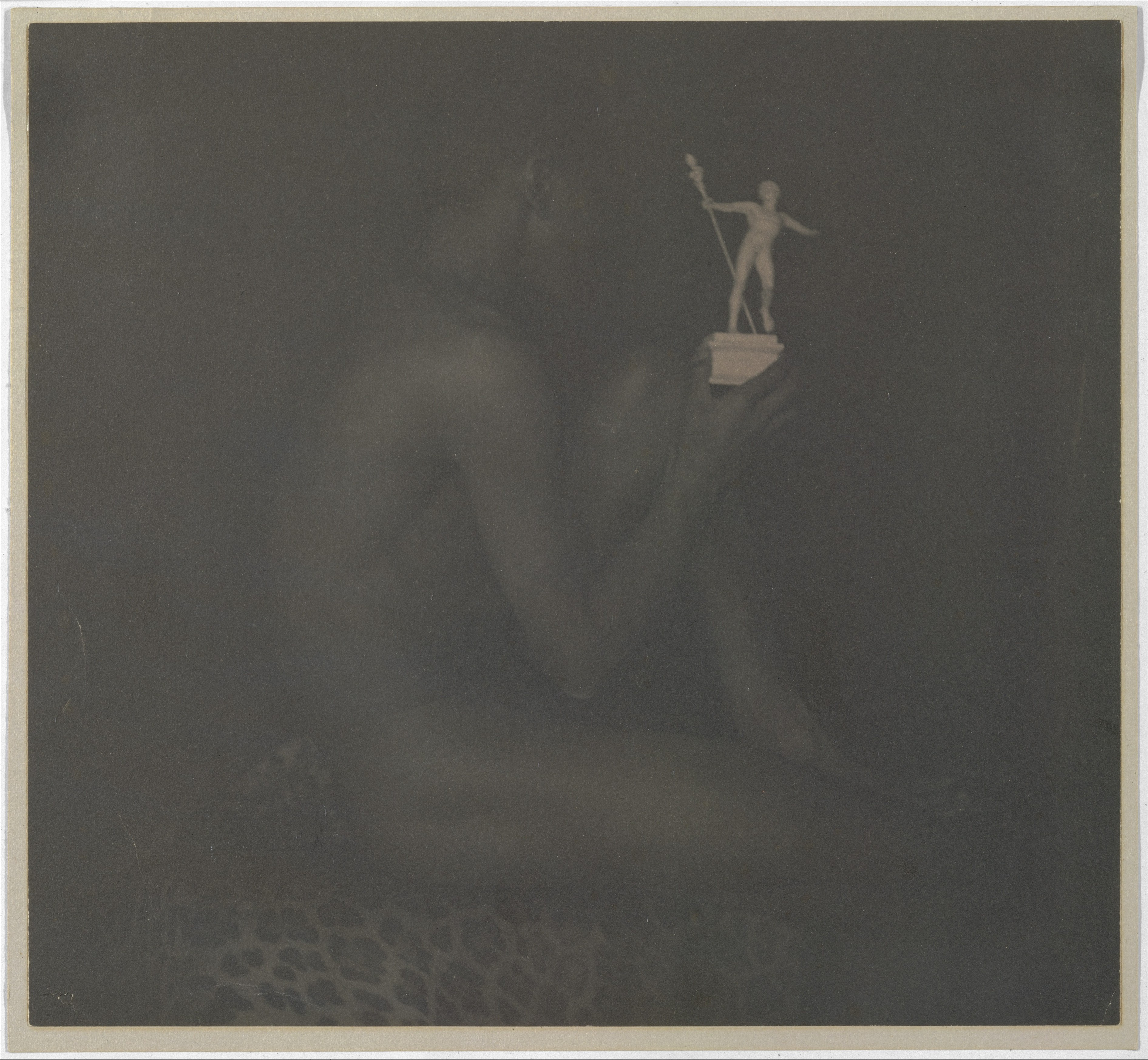
F. Holland Day, Ebony and Ivory, circa 1897
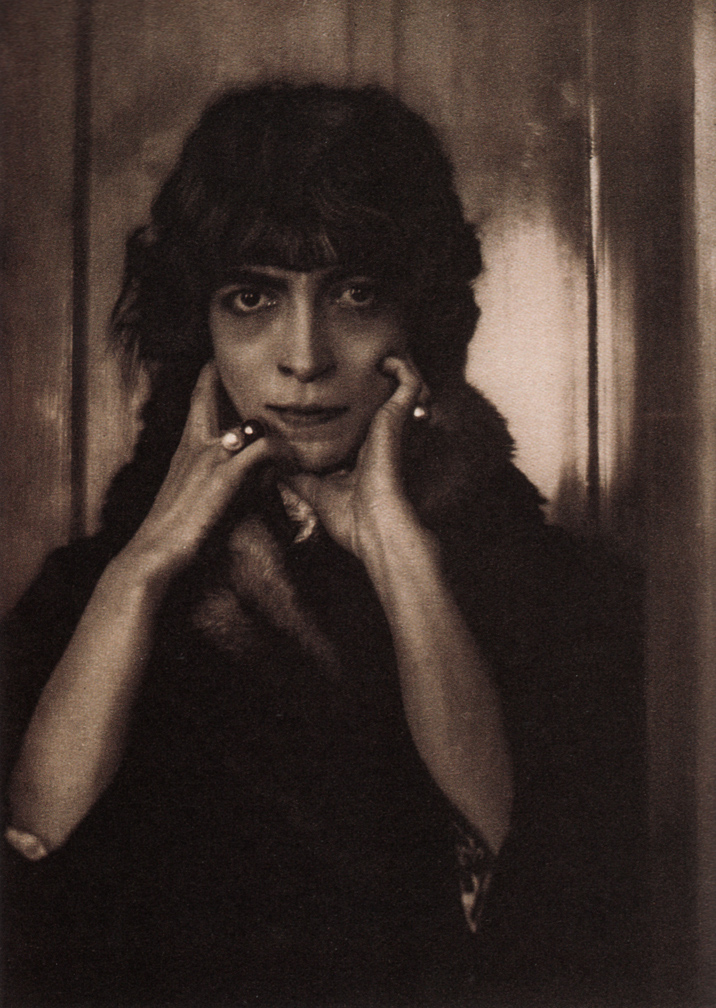
Adolph de Meyer, „Marchesa Casati”, 1912
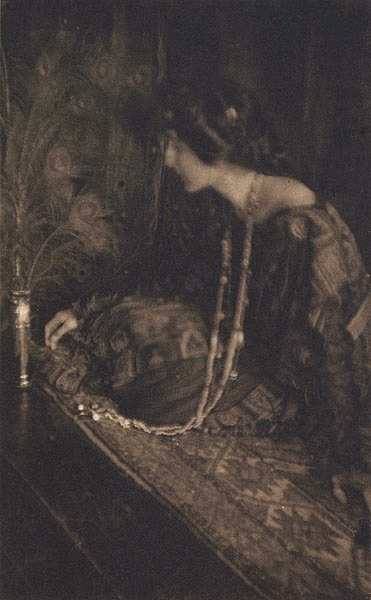
Joseph Keiley, Lenore, 1907
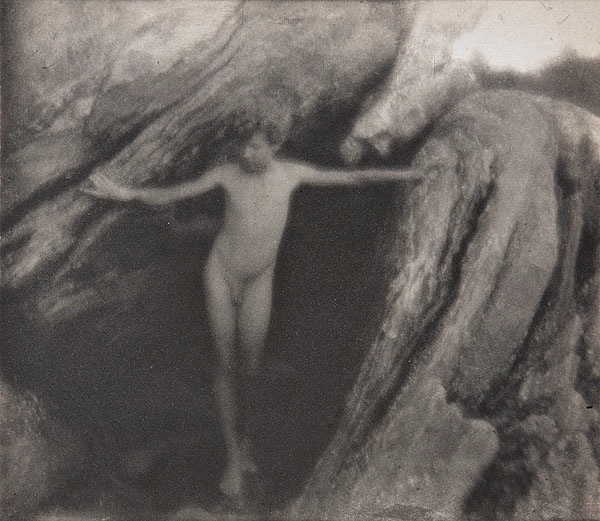
Clarence H. White, Nude, 1908
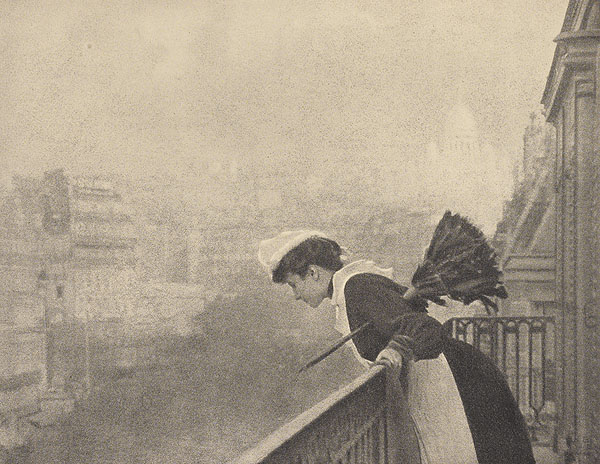
Constant Puyo, Montmartre, 1906
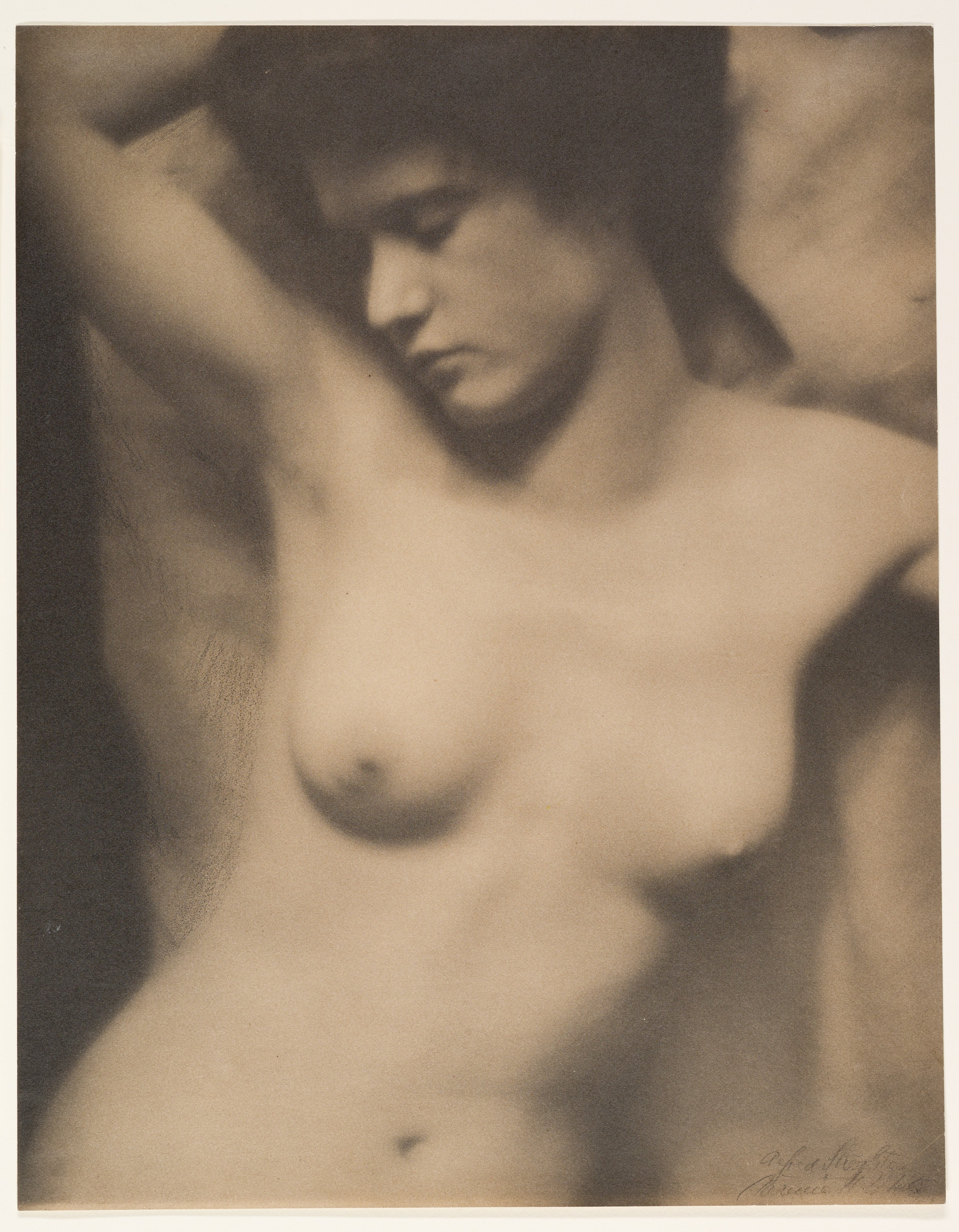
Clarence H. White și Alfred Stieglitz, Torso, 1907
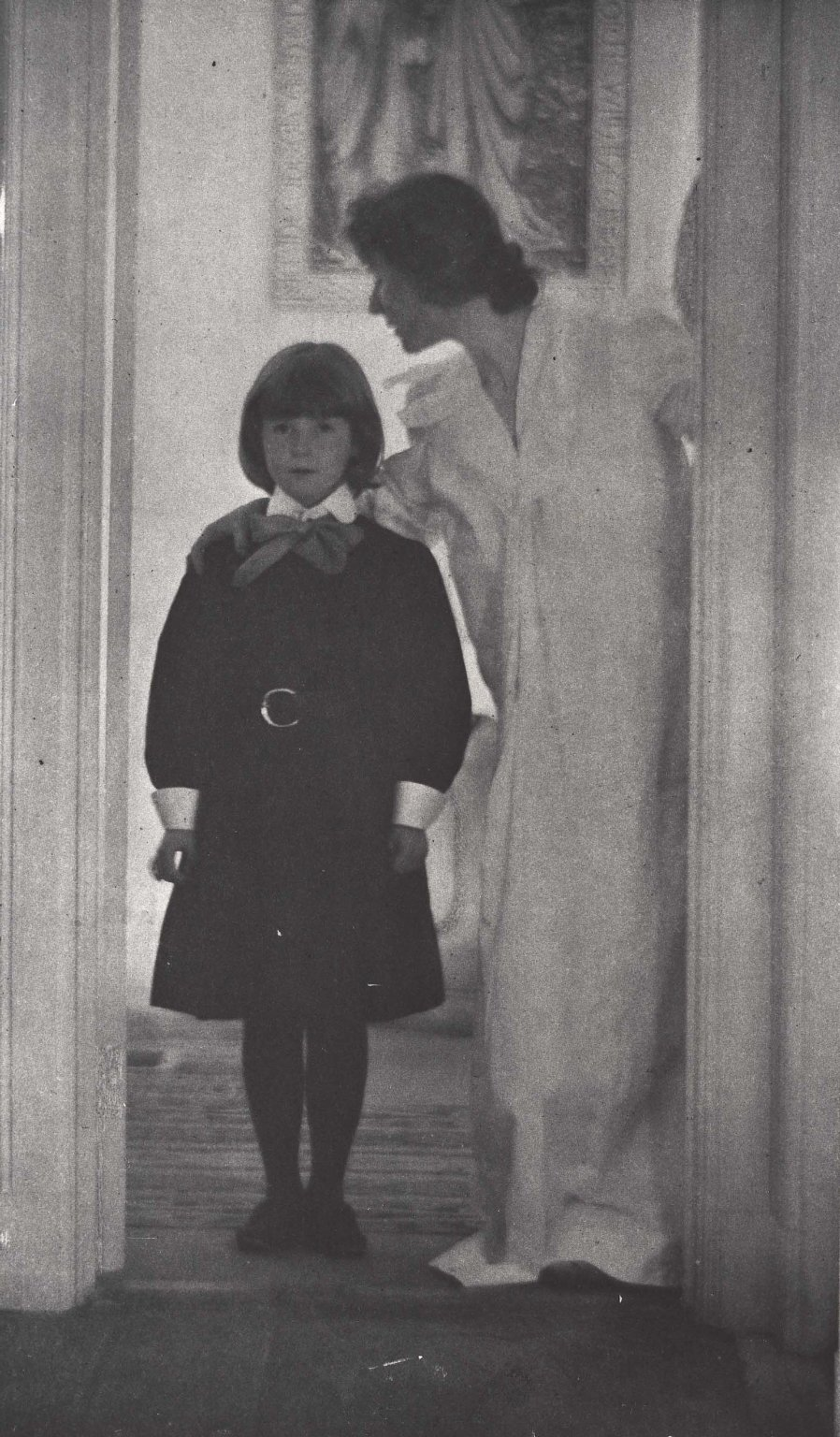
Blessed Art Thou Among Women (Fii binecuvântată printre femei) de Gertrude Käsebier, 1899 — Muzeul Brooklyn

## Tranziția în modernism

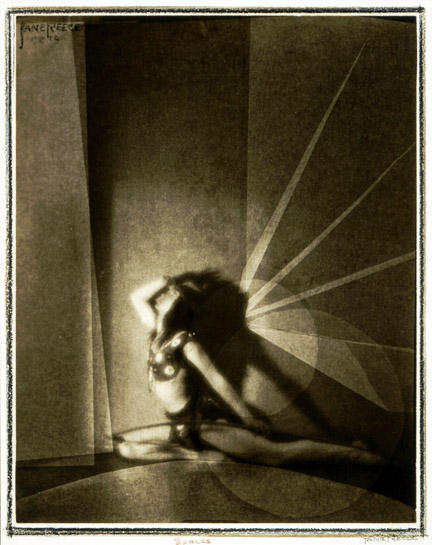
Jane Reece, Spaces, 1922

Evoluția pictorialismului din secolul al XIX-lea și până în anii 1940 a fost atât lentă, cât și hotărâtoare. Pornind din Europa s-a răspândit în Statele Unite, dar și în restul lumii, în mai multe etape semi-distincte. Înainte de 1890, pictorialismul a apărut prin „avocații mișcării” care se aflau în principal în Anglia, Germania, Austria și Franța. Pe parcursul anilor 1890, centrul s-a mutat la New York City, în urma eforturile multiple depuse de Stieglitz. Până în anul 1900, pictorialismul a ajuns în țările din întreaga lume, iar expoziții majore de fotografie picturală s-au desfășurat în zeci de orașe. 
Un moment culminant pentru pictorialism și pentru fotografie, în general, a avut loc în 1910, când Galeria Albright din Buffalo, statul New York a cumpărat 15 fotografii din Galeria Stieglitz' 291. Aceasta a fost pentru prima dată când fotografia a fost recunoscută oficial ca o formă de artă demnă de o colecție de muzeu, ceea ce a dus la o schimbare definitivă în gândirea multor fotografi. Stieglitz, care lucrase atât de mult pentru acest moment, a răspuns afirmând că se gândea deja la o nouă viziune dincolo de pictorialism. Artistul fotograf american a scris,
 A sosit momentul ca prostia și minciuna din fotografia picturală să fie lovite cu pumnul în stomac  . . . Revendicările de artă nu o vor face. Lăsați fotograful să facă o fotografie perfectă. Și dacă se întâmplă să fie un iubitor al perfecțiunii și un clarvăzător, fotografia rezultată va fi dreaptă și frumoasă - o fotografie adevărată.  
La scurt timp după ce Stieglitz a început să-și îndrepte atenția din ce în ce mai mult către pictura și sculptura modernă, Clarence H. White și alții au preluat conducerea unei noi generații de fotografi. Pe măsură ce realitățile dure ale Primului Război Mondial au afectat oamenii din întreaga lume, gustul publicului pentru arta trecutului a început să se schimbe. Țările dezvoltate ale lumii s-au concentrat din ce în ce mai mult pe industrie și dezvoltare, iar arta a reflectat această schimbare prin prezentarea imaginilor bine definite ale unor clădiri noi, avioane și peisaje industriale. 
Adolf Fassbender, un fotograf din secolul al XX-lea, care a continuat să facă fotografii pentru pictoriale încă prin anii 1960, a crezut că pictorialismul este etern pentru că se bazează mai întâi de toate pe frumusețe. El a scris „Nu există nicio soluție în încercarea de elimina pictorialismului, pentru ca cineva să fie nevoit să distrugă idealismul, sentimentul și tot simțul artei și frumuseții. Întotdeauna va exista pictorialism.” 

## Pictorialism de la țară la țară

### Australia
Unul dintre inițiatorii primari ai pictorialismului în Australia a fost John Kauffmann (1864–1942), care a studiat chimia și tipografia fotografică la Londra, Zürich și Viena între anii 1889 și 1897. În 1897, când s-a întors în țara natală, și-a influențat foarte mult colegii, prezentându-le ceea ce un ziar numea fotografii care ar putea fi „confundate cu opere de artă.”  În deceniul următor, artiști fotografi de bază precum Harold Cazneaux, Frank Hurley, Cecil Bostock, Henri Mallard, Rose Simmonds  și Olive Cotton, și-au expus lucrările picturale la saloane și expoziții din toată țara și și-au publicat fotografiile în Australian Photographic Jurnal și fotografie australiană de recenzie . 

### Austria
În anul 1891, Klub der Amateur Photographen din Viena (Clubul fotografilor amatori din Viena) a organizat prima expoziție internațională de fotografie. Clubul, fondat de Carl Sma, Federico Mallmann și Charles Scolik, a fost înființat pentru a favoriza relațiile dintre grupurile de fotografi din alte țări. În anul 1893, după ce Alfred Buschbeck a devenit șeful acestui clubul, și-a simplificat numele la Wiener Camera-Klub (Viena Camera Club) și a început să publice o revistă extravagantă numită Wiener Photographische Blätter care și-a continuat activitatea până în 1898. Regulat, acesta a prezentat articole ale unor fotografi străini influenți, precum Alfred Stieglitz și Robert Demachy. 
Ca și în alte țări, opiniile diferite au implicat o gamă mai largă de fotografi pentru a defini ceea ce înseamnă pictorialismul. Hans Watzek⁠(de)[traduceți] , Hugo Henneberg⁠(de)[traduceți]  și Heinrich Kühn au format o organizație numită Das Kleeblatt (Trilfolium) pentru a crește, în mod special, schimbul de informații cu alte organizații din alte țări precum Franța, Germania și Statele Unite. Fiind inițial un grup mic și informal, Das Kleeblatt și-a extins influența în Wiener Camera-Klub prin conexiunile sale internaționale, iar alte câteva organizații care promovau pictorialismul au fost create în alte orașe din regiune. Ca și în alte țări, interesul pentru pictorialism s-a diminuat după Primul Război Mondial și, în cele din urmă, cea mai mare parte a organizației austriece a alunecat în obscuritate în anii 1920. 

### Canada

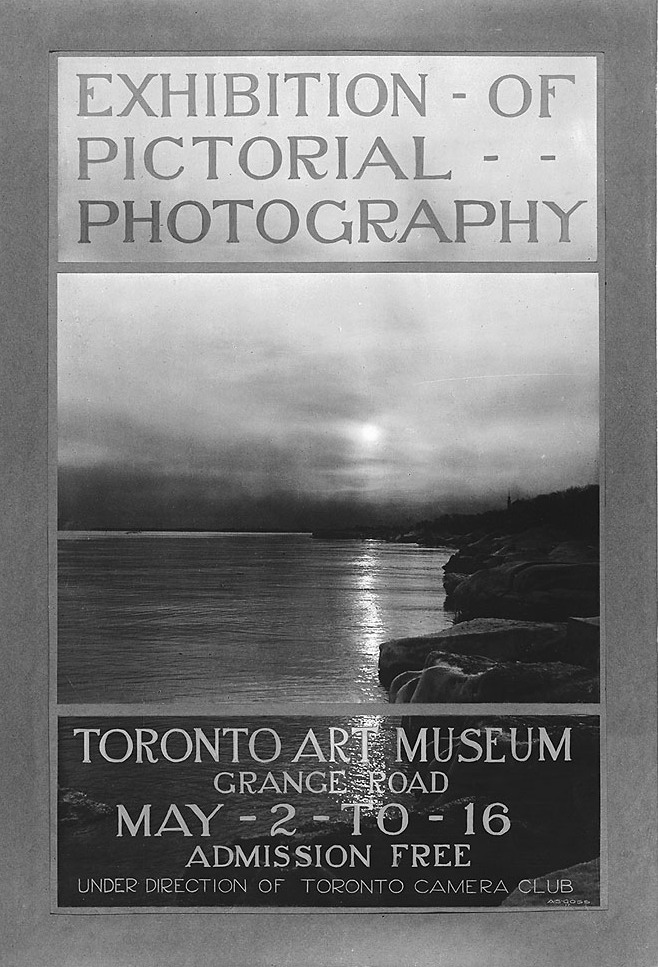
Afiș de expoziție 1917

În Canada, pictorialismul s-a centrat inițial pe Sidney Carter (1880–1956), primul dintre cetățenii săi fiind ales să participe la Photo-Secession. Acest lucru l-a inspirat să reunească un grup de fotografi pictorialiști în Toronto, Studio Club din Toronto, cu Harold Mortimer-Lamb (1872-1970) și colegul său Percy Hodgins.  În 1907, Carter a organizat în Canada prima expoziție importantă de fotografie picturală la Asociația de Artă din Montreal. Carter și colegul său fotograf Arthur Goss au încercat să introducă membrilor clubului Toronto Camera Club principiile pictorialismului, deși eforturile lor au fost întâmpinate cu o anumită rezistență. 

### Anglia
Încă din 1853, fotograful amator William J. Newton a dezvoltat ideea că „un obiect natural,” cum ar fi un copac, ar trebui să fie fotografiat în conformitate cu „principiile recunoscute ale artelor plastice.”  De acolo, alți fotografi timpurii, printre care Henry Peach Robinson și Peter Henry Emerson, au continuat să promoveze conceptul de fotografie ca artă. În 1892, Robinson, împreună cu George Davison și Alfred Maskell, au înființat prima organizație dedicată în special idealului fotografiei ca artă - societatea The Linked Ring. Aceștia au invitat fotografii care împărtășesc aceleași idei să li se alăture, inclusiv Frank Sutcliffe, Frederick H. Evans, Alvin Langdon Coburn, Frederick Hollyer, James Craig Annan, Alfred Horsley Hinton și alții. Nu după mult timp, societatea The Linked Ring a fost în fruntea mișcării ce considera fotografia ca o formă de artă.  
După ce The Linked Ring a primit în societatea lor un grup restrâns de americani ca membri, au izbucnit dezbateri despre obiectivele și scopul clubului. Atunci când mai mulți membri americani decât britanici s-au afișat la expoziția lor anuală în 1908, a fost introdusă o moțiune pentru a desființa organizația. Până în 1910, societatea The Linked Ring s-a desființat, iar membrii săi au pornit singuri pe acest drum. 

### Franța
În Franța, pictorialismul este dominat de două nume, Constant Puyo și Robert Demachy. Cei doi erau cei mai faimoși membri ai societății Photo-Club de Paris, o organizație separată a Societății franceze de fotografie. Aceștia sunt foarte cunoscuți pentru utilizarea procedeelor de pigment, în special gumă bicromată.  În 1906, au publicat o carte despre acest subiect, Les Procédés d’art en Photographie. Ambii au scris de asemenea multe articole pentru revista Bulletin du Photo-Club de Paris (1891–1902) și La Revue de Photographie (1903–1908), o revistă care a devenit rapid cea mai influentă publicație franceză care se ocupă de fotografie artistică la începutul secolului al XX-lea. 

### Germania
Frații Theodor și Oskar Hofmeister din Hamburg au fost printre primii care susținut fotografia ca artă în țara lor. La întâlnirile Societății de promovarea a fotografiei de amatori, (Gesellschaft zur Förderung der Amateur-Photographie), alți fotografi, printre care Heinrich Beck, George Einbeck și Otto Scharf, au pus problema conceptului pictorialism. Frații Hofmeister, împreună cu Heinrich Kühn, au format mai târziu societateaPrezidiul (Das Praesidium), ai cărui membri au avut un rol esențial în expozițiile majore de la Kunsthalle din Hamburg. În zilele noastre, Karl Maria Udo Remmes reprezintă stilul pictorialist în domeniul fotografiei teatrale. 

### Japonia
În 1889, fotografii Ogawa Kazumasa, W.K. Burton, Kajima Seibei și mulți alți au format societatea Nihon Shashin-kai (Societatea fotografică din Japonia) pentru a promova Geijutsu Shashin (fotografia de artă) în Japonia. Acceptarea acestui nou stil a fost lentă la început, dar în anul 1893, Burton a coordonat o expoziție de invitație majoră cunoscută sub numele de Gaikoku Shashin-ga Tenrain-kai sau Expoziția de artă fotografică străină.  Cele 296 de lucrări prezentate au provenit de la membrii ai Club London Camera, inclusiv fotografii importante ale lui Peter Henry Emerson și George Davison. Amploarea și profunzimea acestei expoziții a avut un impact extraordinar asupra fotografilor japonezi și a „stimulat discursul fotografiei de artă în toată țara.” După încheierea expoziției, Burton și Kajima au fondat o nouă organizație, Dai Nihon Shashin Hinpyō-kai (Societatea de critică a fotografiei din Japonia Mare) pentru a-și expune punctele de vedere specifice asupra fotografiei de artă. 
În 1904 a fost lansată o nouă revistă numită Shashin Geppo (Jurnal fotografic lunar), iar timp de mulți ani aceasta a fost punctul central pentru avansarea și dezbaterile despre pictorialism. Sensul și direcția fotografiei de artă promovate de Ogawa și alții au fost contestate în noua revistă de către fotografii Tarō Saitō și Haruki Egashira, care, împreună cu Tetsusuke Akiyama și Seiichi Katō, au format un nou grup cunoscut sub numele de Yūtsuzu-sha. Acest nou grup și-a promovat propriile concepții despre ceea ce au numit „adevărul interior” al fotografiei de artă.  Pentru următorul deceniu, mulți fotografi s-au alăturat uneia dintre aceste două organizații. 
În anii 1920 s-au format noi organizații care au împiedicat tranziția dintre pictorialism și modernism. Cea mai proeminentă dintre acesta a fost Shashin Geijustu-sha (Societatea de artă fotografică) formată din Shinzō Fukuhara și fratele său Rosō Fukuhara. Aceștia au promovat conceptul de hikari la sono kaichō (ușor cu armonia sa), care a respins manipularea excesivă a unei imagini în favoarea imaginilor slab focalizate folosind imprimarea de argint cu gelatină. 

### Olanda
Prima generație de pictorialiști olandezi, printre care Bram Loman, Chris Schuver și Carl Emile Mögle, au început să lucreze în jurul anului 1890. Inițial s-au concentrat pe teme naturaliste și au favorizat printurile de platină. Deși inițial nu exista un echivalent olandez pentru The Linked Ring sau Photo-Seession, mai multe organizații mai mici au colaborat la inițierea societății First International Salon for Art Photography în 1904. Trei ani mai târziu, Adriann Boer, Ernest Loeb, Johan Huijsen și mulți alții au fondat Clubul neerlandez pentru artă (Nederlandsche Club voor Foto-Kunst), care a reunit o importantă colecție de fotografie picturală, acum găzduită de Universitatea Leiden.  O a doua generație de pictorialiști olandezi i-a inclus Henri Berssenbrugge, Bernard Eilers și Berend Zweers. 

### Rusia
Mai întâi, pictorialismul s-a răspândit în Rusia prin intermediul revistelor europene și a fost susținut de inițiatorii fotografiei, Evgeny Vișnyakov în Rusia și Jan Bulhak din Polonia. Imediat după ce o nouă generație de pictorialiști a devenit activă. Printre aceștia s-au numărat Aleksei Mazuin, Serghei Lobovikov, Piotr Klepikov, Vassily Ulitin, Nikolay Andreyev, Nikolai Svishchov-Paola, Leonid Shokin și Alexander Grinberg. În 1894, la Moscova a fost înființată Societatea Rusia în fotografie, dar diferențele de opinie dintre membri au dus la înființarea unei a doua organizații, Societatea de artă fotografică de la Moscova. Ambele au fost inițiatorii principali ai pictorialismului în Rusia timp de mai mulți ani.  

### Spania
Principalele centre ale fotografiei picturale din Spania au fost la Madrid și Barcelona. Antonio Cánovas a fost cel care a condus mișcarea și care a fondat societatea Real Sociedad Fotográfica de Madrid și a publicat la revista La Fotografía. Cánovas a pretins că a fost primul care a introdus fotografia artistică în Spania, dar de-a lungul carierei sale, a rămas înrădăcinat în stilul metaforic al pictorialistilor englezi, așa cum ar fi Robinson. Spaniolul a refuzat să folosească vreo manipulare a suprafeței, spunând că stilul „nu este, nu poate fi și nu va fi niciodată fotografie.”  Alți fotografi influenți din țară au fost Carlos Iñigo, Manual Renon, Joan Vilatobà și o persoană cunoscută doar sub numele de Conde de la Ventosa. Spre deosebire de restul Europei, pictorialismul a rămas popular în Spania de-a lungul anilor 1920 și 1930, iar Ventosa a fost cel mai important pictorialist al acelei perioade. Din păcate, foarte puține fotografii originale rămân de la oricare dintre acești fotografi; majoritatea imaginilor lor sunt cunoscute acum doar din reproducerile revistei. 

### Statele Unite
Una dintre figurile cheie în stabilirea atât a definiției cât și a direcției pictorialismului a fost americanul Alfred Stieglitz, care a început ca amator, dar a promovat rapid pictorialismul în profesia și obsesia sa. Prin scrierile, organizarea și eforturile sale de a favoriza și promova fotografi pictorialiști, Stieglitz a fost o figură dominantă în pictorialism de la început până la sfârșit. Urmărind parcursul fotografilor germani, în 1892 Stieglitz a înființat un grup numit Photo-Secession la New York. Stieglitz i-a ales personal pe membrii grupului, iar el a controlat îndeaproape ce au făcut și când au făcut. Selectând fotografi a căror viziune era pe aceeași lungime de undă cu a sa, inclusiv Gertrude Käsebier, Eva Watson-Schütze, Alvin Langdon Coburn, Edward Steichen și Joseph Keiley, Stieglitz a inițiat un cerc de prieteni care au avut o influență enormă atât individuală cât și colectivă asupra mișcării care accepta fotografia ca artă. De asemenea, Stieglitz a promovat continuu pictorialismul prin intermediul a două publicații pe care le-a editat, Camera Notes și Camera Work și prin înființarea și derularea unei galerii de artă în New York, în care, timp de mai mulți ani, au expus doar fotografii pictorialiști (Little Galleries of the Photo-Seession). 
Deși s-a concentrat inițial pe Stieglitz, pictorialismul din Statele Unite nu s-a limitat doar la New York. În Boston, F. Holland Day fost unul dintre cei mai importanți și remarcați pictorialiști ai vremii sale. Clarence H. White, care a produs fotografii picturale extraordinare în timp ce se afla în Ohio, a continuat să instruiască o întreagă generație cu totul nouă. Pe Coasta de vest, organizațiile California Camera Club și South California Camera Club au inclus pictorialiști proeminenți precum Annie Brigman, Arnold Genthe, Adelaide Hanscom Leeson, Emily Pitchford și William E. Dassonville.  Mai târziu, Seattle Camera Club a fost inițiat de un grup de pictorialiști japonezi-americani, printre care dr. Kyo Koike, Frank Asakichi Kunishige și Iwao Matsushita (membrii proeminenți au inclus ulterior și pe  Ella E. McBride și Soichi Sunami ). 

## Tehnici

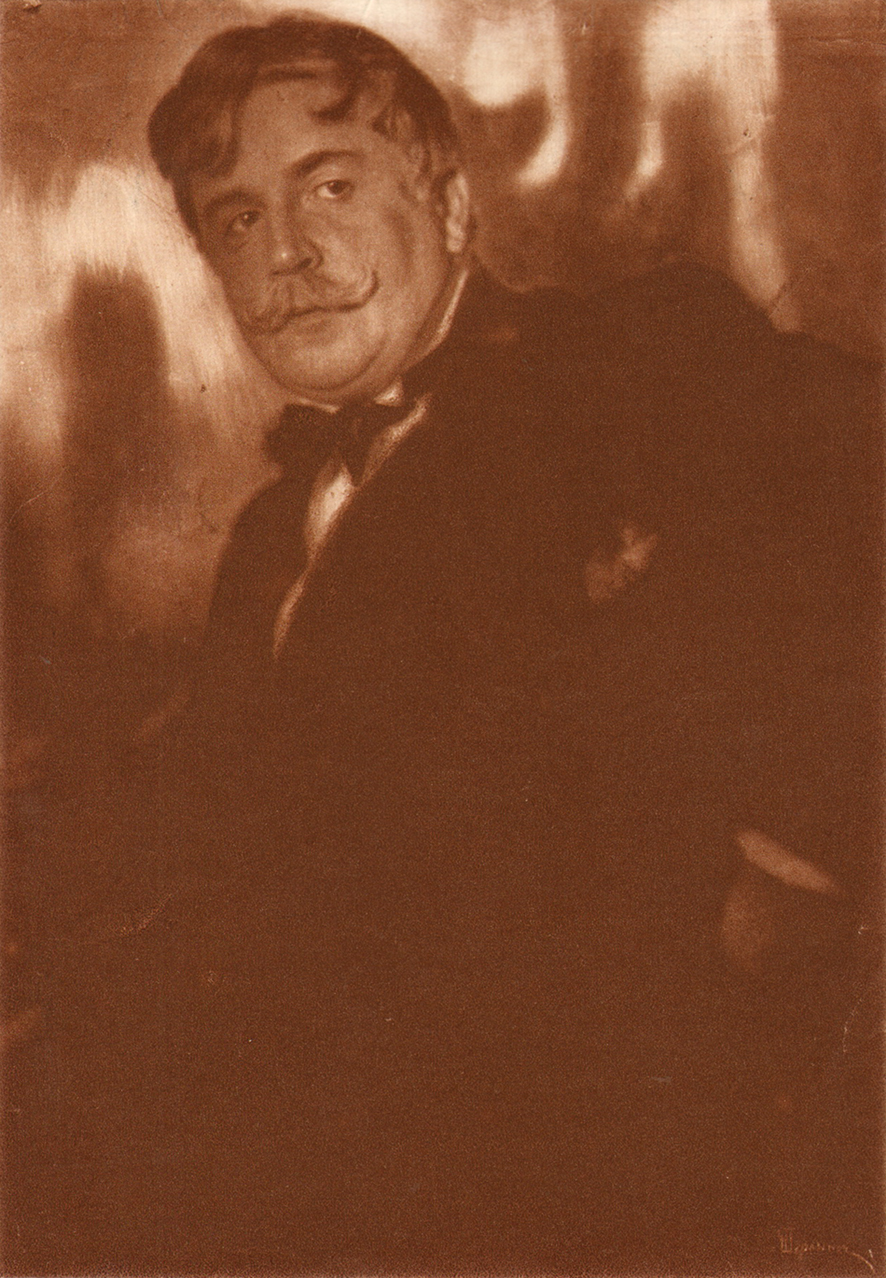
Miron A. Sherling, Portretul lui Alexander J. Golovin, 1916

Fotografii pictorialiști au început să ia o placă obișnuită de sticlă sau un film negativ. Unii au ajustat focalizarea scenei sau au folosit un obiectiv special pentru a produce o imagine mai fină, dar în mare parte a procesului de imprimare s-a controlat aspectul final al fotografiei. Pictorialiștii au folosit o varietate de hârtii și procese chimice pentru a produce efecte particulare, iar mai apoi au modificat tonurile și suprafața printurilor cu perii, cerneală sau pigmenți. Următoarea listă reprezintă cele mai utilizate procese picturale. Mai multe detalii despre aceste procese pot fi găsite în Crawford (pp. 85–95) și în Daum (pp. 332–334). Dacă nu se menționează altfel, descrierile de mai jos sunt rezumate din aceste două cărți. 
- Procesul Bromoil — este o variantă a procesului de imprimare cu ulei care permite extinderea unei fotografii. În acest procedeu se realizează o imprimare obișnuită cu gelatină de argint, apoi este albită într-o soluție de bicromat de potasiu. Aceasta întărește suprafața fotografiei și permite ca cerneala să se lipească de ea. Ambele zone, fie mai deschise, fie mai întunecate ale unui print bromoil pot fi modificate, oferind o gamă mai largă de tonuri decât cea cu ulei.
- Imprimare cu carbon — este un proces de imprimare extrem de delicat realizat prin acoperirea hârtiei cu bicromat de potasiu, negru de fum sau un alt pigment și gelatină. Amprentele carbon pot oferi detalii extraordinare și sunt printre cele mai rezistente dintre toate imprimeurile fotografice. Datorită durității hârtiei atât înainte, cât și după prelucrare, imprimare cu țesut de carbon a fost unul dintre cele mai vechi produse fotografice realizate.
- Cianotipia — Unul dintre primele procese fotografice, cianotipurile a cunoscut o scurtă reînnoire atunci când pictorialistii au experimentat  tonurile de albastru profund. Culoarea provenea din hârtia acoperită cu săruri de fier sensibile la lumină.
- Bicromat de gumă — a fost unul dintre procedeele preferatele pictorialistilor; aceste printuri se realizeau prin aplicarea pe hârtie a gumei arabice, bicromat de potasiu și unul sau mai mulți pigmenți colorați. Această soluție se întărește lent în prezența luminii, iar aceste zone rămân flexibile câteva ore. Fotograful controlează procesul foarte mult prin modificarea amestecului de soluție, permițând o expunere mai scurtă sau mai lungă și prin periajul zonelor pigmentate după expunere.
- Procesul de imprimare a uleiului — se realiza prin aplicarea de cerneluri unsuroase pe hârtia acoperită deja cu o soluție de bicromat de gumă și gelatină. Când este expusă printr-un negativ, guma-gelatină se întărește acolo unde lumina este prezentă, în timp ce zonele neexpuse rămân moi. Cernelurile artistului sunt apoi aplicate cu ajutorul unei pensule și se impregnează numai în zonele întărite. Prin acest proces, un fotograf poate interveni în zonele mai deschise ale unui print de gumă, în timp ce zonele mai întunecate rămân stabile. O imprimare cu ulei nu poate fi mărită, deoarece trebuie să fie în contact direct cu negativul.
- Tipărire cu platină — imprimările cu platină necesită un proces în doi pași. În primul rând, hârtia este înmuiată în săruri de fier și pusă în contact cu un negativ până la formarea unei imagini slabe. Apoi, hârtia este dezvoltată chimic într-un proces care înlocuiește sărurile de fier cu platina. Acest proces realizează o imagine cu o gamă foarte largă de tonuri, fiecare realizată intens.

## Fotografi pictorialiști
În cele ce urmează sunt prezentate două liste de fotografi importanți care s-au dedicat pictorialismului în timpul carierei lor. Prima listă include fotografi care au fost preponderent pictorialiști aproape toate cariera lor (în general cei activi din 1880 până în 1920). A doua listă include fotografi ai secolului al XX-lea care au utilizat un stil pictural la începutul carierei, dar care sunt mai cunoscuți pentru fotografia pură sau clară . 

### Fotografi care erau predominant pictorialiști
- Wayne Albee, 1882–1937, american
- James Craig Annan, 1846–1946, scoțian
- Zaida Ben-Yusuf, 1869–1933, american
- Fernand Bign, 1888–1969, francez
- Alice Boughton, 1866?–1943, americană
- Annie Brigman, 1869–1950, americană
- Alice Burr, 1883-1968, americană
- Vladimír Jindřich Bufka, 1887–1916, ceh
- Jan Bułhak, 1876–1950, polonez
- Julia Margaret Cameron, 1815–1879, engleză
- Harold Cazneaux, 1878–1953, australian
- Rose Clark, 1852–1942, americană
- Alvin Langdon Coburn, 1882–1966, american/englez
- F. Holland Day, 1864–1933, american
- George Davison, 1854–1930, englez
- Robert Demachy, 1859–1936, francez
- Mary Devens, 1857–1920, americană
- Pierre Dubreuil, 1872–1944, francez
- Rudolf Eickemeyer Jr., 1862–1932, american
- Peter Henry Emerson, 1856–1936, englez
- Frederick H. Evans, 1853–1943, englez
- Frank Eugene, 1865–1936, american
- Ogawa Isshin, 1860–1929, japonez
- S.D. Jouhar, 1901–1963, britanic
- Gertrude Käsebier 1852–1934, american
- Kajima Seibei, 1866–1924, Japonez
- Joseph Keiley, 1869–1914, american
- Kyo Koike, 1878–1947, japonez-american
- Heinrich Kühn, 1866–1944, austriac
- Sarah Ladd, 1860–1927, americană
- Adelaide Hanscom Leeson, americană
- Eugene Lemaire, 1874–1948, belgian
- Gustave Marissiaux, 1872–1929, belgian
- Adoph de Meyer, 1868–1949, francez/german
- Léonard Misonne 1870–1943, belgian
- Ogawa Kazumasa, 1860–1929, japonez
- Constant Puyo 1857–1933, francez
- Jane Reece, 1868?–1961, americană
- Guido Rey, 1861–1935, italian
- Henry Peach Robinson, 1830–1901, englez
- Sarah Choate Sears, 1858–1935, american
- George Seeley, 1880–1955, american
- Clara Sipprell, 1885–1975, americană/canadiană
- Alfred Stieglitz 1864–1946, american
- Karl Struss 1886–1981, american
- Miron A. Sherling 1880–1951, rus
- Frank Sutcliffe, 1853–1941, englez
- John William Twycross 1871–1936, australian
- Elizabeth Flint Wade, 1849–1915, americană
- Agnes Warburg, 1872–1953, engleză
- Eva Watson-Schütze, 1867–1935, americană
- Hans Watzek, 1843–1903, austriac
- Clarence H. White, 1871–1925, american
- Myra Albert Wiggins, 1869–1956, americană

### Fotografi din secolul XX care au început ca pictorialiști
- Ansel Adams, 1902–1984, american
- Cecil Bostock,  1884–1939, australian
- Olive Cotton, 1911–2003, australiană
- Imogen Cunningham, 1883–1976, americană
- Laura Gilpin, 1891–1979, americană
- Margrethe Mather, 1886‒1952, americană
- Karl Maria Udo Remmes, 1954–2014, german
- Stefanie Schneider, n. 1968, americană
- Edward Steichen, 1879–1973, american
- Soichi Sunami, 1885–1971, japonez-american
- Edward Weston, 1886–1958, american